# 沙普爾五世
沙普爾五世又稱沙普爾-伊·沙赫爾巴拉茲（直译：「沙赫尔巴拉兹之子沙普爾」），其於公元630年短暫擔任波斯萨珊王朝的沙阿。

## 生平
沙普爾五世的母親為霍斯劳二世的妹妹，其父沙赫尔巴拉兹則是波斯著名的將領（斯帕巴德），沙赫爾巴拉茲曾在萨珊王朝君主喀瓦德二世病逝後，殺害年幼的阿尔达希尔三世篡位為王。公元630年，當薩珊女王孛蘭遭廢位後，沙普爾五世登基成為波斯的國君，但不久便被反對他的貴族們廢黜。在此之後，由沙普爾的表妹阿扎米杜赫特繼位，於阿扎米杜赫特成為波斯女王後，一位名叫法魯克·荷姆茲的貴族向她求婚，沙普爾對此表示贊同。然而，阿扎米杜赫特斷然拒絕了法魯克·荷姆茲的提親，並對沙普爾認同她應當接受求婚而感到憤怒，於該事件過後，相關史料並未記載沙普爾五世最終的經歷與結局。